# Brachychira
Brachychira är ett släkte av fjärilar. Brachychira ingår i familjen tandspinnare.
Kladogram enligt Catalogue of Life:
| Brachychira | \| \| Brachychira alternata \| \| \| \| \| \| Brachychira argentina \| \| \| \| \| \| Brachychira argyrosticta \| \| \| \| \| \| Brachychira bernardii \| \| \| \| \| \| Brachychira davus \| \| \| \| \| \| Brachychira destituta \| \| \| \| \| \| Brachychira dives \| \| \| \| \| \| Brachychira dormitans \| \| \| \| \| \| Brachychira elegans \| \| \| \| \| \| Brachychira excellens \| \| \| \| \| \| Brachychira exusta \| \| \| \| \| \| Brachychira ferruginea \| \| \| \| \| \| Brachychira incerta \| \| \| \| \| \| Brachychira ligata \| \| \| \| \| \| Brachychira lunuligera \| \| \| \| \| \| Brachychira murina \| \| \| \| \| \| Brachychira numenius \| \| \| \| \| \| Brachychira pretiosa \| \| \| \| \| \| Brachychira punctulata \| \| \| \| \| \| Brachychira subargentea \| \| \| \| |
|             | \| \| Brachychira alternata \| \| \| \| \| \| Brachychira argentina \| \| \| \| \| \| Brachychira argyrosticta \| \| \| \| \| \| Brachychira bernardii \| \| \| \| \| \| Brachychira davus \| \| \| \| \| \| Brachychira destituta \| \| \| \| \| \| Brachychira dives \| \| \| \| \| \| Brachychira dormitans \| \| \| \| \| \| Brachychira elegans \| \| \| \| \| \| Brachychira excellens \| \| \| \| \| \| Brachychira exusta \| \| \| \| \| \| Brachychira ferruginea \| \| \| \| \| \| Brachychira incerta \| \| \| \| \| \| Brachychira ligata \| \| \| \| \| \| Brachychira lunuligera \| \| \| \| \| \| Brachychira murina \| \| \| \| \| \| Brachychira numenius \| \| \| \| \| \| Brachychira pretiosa \| \| \| \| \| \| Brachychira punctulata \| \| \| \| \| \| Brachychira subargentea \| \| \| \| |
|             | Brachychira alternata |
|             | |
|             | Brachychira argentina |
|             | |
|             | Brachychira argyrosticta |
|             | |
|             | Brachychira bernardii |
|             | |
|             | Brachychira davus |
|             | |
|             | Brachychira destituta |
|             | |
|             | Brachychira dives |
|             | |
|             | Brachychira dormitans |
|             | |
|             | Brachychira elegans |
|             | |
|             | Brachychira excellens |
|             | |
|             | Brachychira exusta |
|             | |
|             | Brachychira ferruginea |
|             | |
|             | Brachychira incerta |
|             | |
|             | Brachychira ligata |
|             | |
|             | Brachychira lunuligera |
|             | |
|             | Brachychira murina |
|             | |
|             | Brachychira numenius |
|             | |
|             | Brachychira pretiosa |
|             | |
|             | Brachychira punctulata |
|             | |
|             | Brachychira subargentea |
|             | |